# Referenzertrag
Der Referenzertrag ist eine typenspezifische Leistungskennzahl für Windkraftanlagen. Laut Erneuerbare-Energien-Gesetz (EEG) ist er definiert als „die für jeden Typ einer Windenergieanlage einschließlich der jeweiligen Nabenhöhe bestimmte Strommenge, die dieser Typ bei Errichtung an dem Referenzstandort rechnerisch auf Basis einer vermessenen Leistungskennlinie in fünf Betriebsjahren erbringen würde“.

## Abgrenzung Referenzertrag und Standortertrag
Der Referenzertrag wird vor Inbetriebnahme einer WEA an Land gutachterlich ermittelt und dient als Bemessungsgrundlage zur prozentualen Ermittlung der Standortgüte. Die Standortgüte gibt den linear interpolierten Korrekturfaktor von ≤60%=1,35 über 100%=1 bis ≥150%=0,79 (Stand EEG 2021) an, mit der der nach dem Zuschlagsverfahren erzielte Abnahmepreis (höchstens 6ct/kWh) zusätzlich modifiziert wird. Zur Berechnung der Standortgüte dient ein tatsächlich erzielter fiktiver Standortertrag, der sich im Betrieb  aus der tatsächlich eingespeisten Strommenge, vor der Einspeisung ins öffentliche Netz entnommener Strommengen (Eigenverbrauch, Stromlieferung unmittelbar an Dritte), Abregelungen durch den Netzbetreiber und technische Nichtverfügbarkeit von mehr als 2 % zusammensetzt. Der Standortertrag vor Erstinbetriebnahme dagegen wird aus dem anzunehmenden „Bruttostromertrag“ abzüglich Verlustfaktoren (Abschattungseffekte, fehlender technischer Verfügbarkeit von maximal 2 %, elektrischen Verlusten bis zum Netzverknüpfungspunkt und Abschaltzeiten wegen Lärmschutz, Naturschutz oder Schutz des Flugbetriebes) ermittelt.

## Gesetzliche Spezifikationen
Den Typ der Anlage bestimmen deren Typenbezeichnung und Nennleistung, die Rotor-Kreisfläche und die Nabenhöhe gemäß den Angaben des Herstellers.
Der Referenzertrag war von 2012 bis Ende 2016 definiert durch eine Rayleigh-Verteilung der Jahreswindgeschwindigkeit in einer Höhe von 30 m über dem Grund mit einem Mittelwert von 5,5 m/s, einem logarithmischen errechneten Höhenprofil und einer Rauheitslänge von 0,1 m.
Seit dem 1. Januar 2017 ist er definiert durch eine Raleigh-Verteilung der mittleren Jahreswindgeschwindigkeit von auf 6,45 m/s und auf 100 m Höhe über Grund erhöhten Ausgangswerten und dem Höhenprofil, welches nun nach einem Potenzgesetz mit dem Hellmann-Exponenten a mit einem Wert von 0,25 zu ermitteln ist.
Die Rauhigkeitslänge z von 0,1 m wurde beibehalten, obwohl diese anscheinend nicht mehr benötigt wird.
Die Formel war bis 2017
```
Vnabenhöhe = V5,5 * ( ln(Nabenhöhe/
z
(0,1)) / ln(h30m/
z
(0,1))).
```

Seit 2017 lautet die Formel
```
Vnabenhöhe = V6,45 * (Nabenhöhe / h100m)^
a
(0,25)
```

Das EEG schreibt vor, dass der Referenzertrag „nach den allgemein anerkannten Regeln der Technik zu ermitteln“ ist. Die Einhaltung dieser Regeln wird vermutet, wenn die „Verfahren, Grundlagen und Rechenmethoden“ angewendet werden, die in den zum Zeitpunkt der Ermittlung gültigen Fassung der Technischen Richtlinien für Windenergieanlagen, insbesondere Teil 5, der „FGW e.V. - Fördergesellschaft Windenergie und andere Erneuerbare Energien“ beschrieben sind.
Zur Berechnung von Referenzerträgen sind Einrichtungen berechtigt, die entsprechend den Anforderungen von „DIN EN ISO/IEC 170254“ (bis 2016/17 „DIN EN ISO/IEC 17025“) „von einer staatlich anerkannten oder unter Beteiligung staatlicher Stellen evaluierten Akkreditierungsstelle“ als kompetente Prüf- und Kalibrierungsstelle „akkreditiert sind“.
Die genauen Formeln zu Berechnungen bezüglich Windenergie gibt es nur kostenpflichtig zum Herunterladen.

## Rechtliche und wirtschaftliche Bedeutung
Laut den früheren Fassungen des EEG durften nur solche Anlagen gefördert werden, die 60 % des Referenzertrages nicht unterschritten. Diese Regel wurde in der Fassung des EEG von 2012 ersatzlos gestrichen.
Ein wirtschaftlicher Betrieb von Windenergieanlagen der Leistungsklasse von 2 MW bis 2,9 MW ist unter den Vergütungsbedingungen des EEG vor allem an Standorten möglich, an denen ein Ertrag von 80 % bis 120 % des Referenzertrages erzielt wird. Bei 60 % des Referenzertrages und weniger verzinst sich das eingesetzte Eigenkapital in der Regel nicht. Aber auch bei sehr ertragsstarken Standorten mit 150 % des Referenzertrages sinkt die Wirtschaftlichkeit, weil an diesen Standorten die Einspeisevergütung laut EEG geringer ist. Diese allgemeine Betrachtung ist jedoch von einer Reihe von Parametern abhängig; im Einzelfall können daher andere Ergebnisse zum Tragen kommen. Maßgeblich sind unter anderem das Verhältnis von Fremd- und Eigenkapital, die Zinskosten für das Fremdkapital, die Gestehungskosten für die Anlage und die Betriebskosten im Einzelfall.
Für Investoren gilt ein Richtwert von 80 % des Referenzertrages als Minimum für den wirtschaftlichen Betrieb einer Windkraftanlage.